# Xyris obcordata
Xyris obcordata är en gräsväxtart som beskrevs av Robert Kral och Maria das Graças Lapa Wanderley. Xyris obcordata ingår i släktet Xyris och familjen Xyridaceae. Inga underarter finns listade i Catalogue of Life.